# Подготовленная гитара
Подготовленная гитара (англ. prepared guitar) — гитара, звук которой создаётся с помощью различных предметов, которые помещаются на или между струнами; в результате звучание гитары совмещается с перкуссионным, создавая особый неповторимый звук.

## Гитаристы
- Гленн Бранка
- Юрий Ландман
- Мийкатю
- Тёрстон Мур
- Ли Ранальдо
- Кит Poy
- Фред Фрит

- Кит Poy
- Мудсвингер